# Бутич Іван Лукич
Бутич Іван Лукич (21 вересня 1919, с. Усівка, Пирятинський повіт, Полтавська губернія, УНР — 9 травня 2007, Київ, Україна)— український історик-джерелознавець і архівіст. Член Наукового товариства імені Шевченка (1992).

## Біографія
Народився в с. Усівка Пирятинського повіту Полтавської губернії (нині село Пирятинського району Полтавської області України).
Закінчив Київський державний університет (1945).
Кандидат історичних наук (1950).
Іван Бутич працював в архівному управлінні НКВС УРСР, потім начальником науково-видавничого відділу архівного управління МВС УРСР. 
У 1954—1971 роках був начальником науково-видавничого відділу Архівного управління при РМ УРСР. У 1958—1965 роках також відповідальний редактор «Науково-інформаційного бюлетеня Архівного управління УРСР», а у 1965—1971 роках — журналу «Архіви України».
З «Інформації» КДБ у серпні 1968:
|  | Так, начальник науково-дослідного відділу Архівного управління при РМ УРСР, кандидат історичних наук Бутич І.Л. 23 у приватній розмові заявив: «Це взагалі дуже погано для політичного авторитету нашої країни у світі. Ми ще не знаємо, чим це все закінчиться. Ми не повинні були вводити до Чехословаччини військо. Що там діється, ми не знаємо. Ми лише знаємо, що передали сьогодні по радіо» . Оригінальний текст (рос.) Так, начальник научно-исследовательского отдела Архивного управления при СМ УССР, кандидат исторических наук Бутыч И.Л. 23 в частной беседе заявил: «Это вообще очень плохо для политического авторитета нашей страны в мире. Мы еще не знаем, чем все это кончится. Мы не должны были вводить в Чехословакию вооруженные силы. Что там делается, мы не знаем. Мы знаем только то, что передали сегодня по радио». |

Співзасновник і співредактор міжвідомчого збірника «Історичні джерела та їх використання» (1964–1971). 
У 1971—1991 роках працював у редакції Історії Міст і Сіл УРЕ, з 1991 — провідний науковий співробітник Інституту української археографії АН України. 

## Наукова діяльність
Автор праць з архівознавства, історіографії, краєзнавства істор.
Був ініціатором і співупорядником документальних збірок про Т.Шевченка (1963), І.Франка (1966), Лесю Українку (1971).
Був науковим редактором ”Історії міст і сіл Української РСР”, яка вийшла у 26 томах.
Тв.: 
- Генеральний опис Лівобережної України 1765—1769 рр.: Покажчик населених пунктів. К., 1959 [співупор.];
- Документи Богдана Хмельницького. К., 1961 [співупор.];
- Архів — літопис народу. К., 1970;
- Гайдамацький рух в Україні в XVIII ст. К., 1970 [співупор.];
- Кирило-Мефодіївське товариство, т. 1—3. К., 1990 [співупор.];
- Чернігівщина: Енциклопедичний довідник. К., 1990 [у співавт.];
- Полтавщина: Енциклопедичний довідник. К., 1992 [у співавт.];
- Універсали Богдана Хмельницького. 1648—1657. К., 1998 [співупор.].

## Відзнаки
Лауреат премії НАН України імені М. С. Грушевського (1998).